# Улица Тетеру
Улица Те́теру (латыш. Teteru iela — Тетеревиная) — улица в Видземском предместье города Риги, в Пурвциемсе.
Исторически начиналась от перекрёстка с улицей Унияс, однако после незначительной перепланировки в 1970-е годы начало улицы Тетеру сместилось к северу и стало тупиковым, соединённым небольшими безымянными проездами с соседними улицами Рубеню и Крикю. Пролегает в северном направлении до улицы Жагату. С другими улицами не пересекается. Общая длина — 206 метров. На всём протяжении имеет асфальтовое покрытие.
Впервые упоминается в перечне улиц города в 1935 году под своим нынешним названием, которое никогда не изменялось.